# Randy Ladouceur
Randall J. „Randy“ Ladouceur (* 30. Juni 1960 in Brockville, Ontario) ist ein ehemaliger kanadischer Eishockeyspieler und derzeitiger -trainer, der im Verlauf seiner aktiven Karriere zwischen 1977 und 1996 unter anderem 970 Spiele für die Detroit Red Wings, Hartford Whalers und Mighty Ducks of Anaheim in der National Hockey League auf der Position des Verteidigers bestritten hat. Ladouceur war der siebte Mannschaftskapitän in der Franchise-Geschichte der New England/Hartford Whalers sowie der zweite der Mighty Ducks of Anaheim.

## Karriere
Ladouceur begann seine Karriere als Eishockeyspieler in der kanadischen Juniorenliga Ontario Major Junior Hockey League, in der er von 1977 bis 1980 für die Hamilton Fincups und Brantford Alexanders aktiv war. In diesem Zeitraum erhielt er am 1. November 1979 als Free Agent einen Vertrag bei den Detroit Red Wings, ohne je zuvor gedraftet worden zu sein.
Nachdem der Verteidiger in seinen ersten beiden Spielzeiten in Detroit ausschließlich für deren Farmteams, die Kalamazoo Wings in der International Hockey League und Adirondack Red Wings in der American Hockey League auflief, gab er in der Saison 1982/83 sein Debüt in der National Hockey League für die Red Wings, wobei er in 27 Spielen vier Vorlagen gab. Anschließend hatte er einen Stammplatz im NHL-Team. Am 12. Januar 1987 wurde Ladouceur im Tausch für Dave Barr an den Ligarivalen Hartford Whalers abgegeben, für die er die folgenden sechseinhalb Spielzeiten auf dem Eis stand. Nach drei weiteren Jahren bei den Mighty Ducks of Anaheim, deren zweiter Mannschaftskapitän er zwischen 1994 und 1996 war, beendete der Linksschütze seine aktive Laufbahn 1996.
Unmittelbar im Anschluss an das Ende seiner Spielerkarriere wurde Ladouceur Assistenztrainer bei seinem Ex-Club Hartford Whalers. Nach dessen Umsiedlung blieb der Kanadier im Franchise und arbeitete bis 2004 als Co-Trainer von Paul Maurice bei den Carolina Hurricanes. Seine bislang einzige Anstellung als Cheftrainer erhielt der ehemalige NHL-Spieler in der Saison 2005/06 bei den Oshawa Generals aus der Ontario Hockey League. Anschließend wechselte er zu den Toronto Maple Leafs, wo er erneut als Assistenztrainer tätig war. Am 7. Mai 2008 wurde Ladouceur durch den General Manager der Toronto Maple Leafs, Cliff Fletcher, zusammen mit Cheftrainer Paul Maurice entlassen. In der Saison 2009/10 war Ladouceur als Assistenztrainer bei den Niagara IceDogs in der OHL tätig.
Im Juli 2010 wurde Ladouceur als Assistenztrainer der Hamilton Bulldogs unter Randy Cunneyworth vorgestellt. Ein Jahr später folgte die Beförderung zum Assistenztrainer bei den Canadiens de Montréal. Dort war er ein Jahr angestellt, ehe er nach einer einjährigen Pause eine Anstellung als Assistenztrainer bei den Lake Erie Monsters in der AHL fand. Dort arbeitete er zwei Jahre, gefolgt von einer dreijährigen Amtszeit bis zum Sommer 2018 als Assistenztrainer bei den San Antonio Rampage.

## Karrierestatistik
(Legende zur Spielerstatistik: Sp oder GP = absolvierte Spiele; T oder G = erzielte Tore; V oder A = erzielte Assists; Pkt oder Pts = erzielte Scorerpunkte; SM oder PIM = erhaltene Strafminuten; +/− = Plus/Minus-Bilanz; PP = erzielte Überzahltore; SH = erzielte Unterzahltore; GW = erzielte Siegtore; 1 Play-downs/Relegation; Kursiv: Statistik nicht vollständig)